# Municipio de Clyde (condado de Allegan)
El municipio de Clyde (en inglés: Clyde Township) es un municipio ubicado en el condado de Allegan en el estado estadounidense de Míchigan. En el año 2010 tenía una población de 2.084 habitantes y una densidad poblacional de 22,6 personas por km².

## Geografía
El municipio de Clyde se encuentra ubicado en las coordenadas 42°33′13.11″N 86°4′49.12″O / 42.5536417, -86.0803111. Según la Oficina del Censo de los Estados Unidos, el municipio tiene una superficie total de 92,2 km² (35,6 mi²), de la cual 90,6 km² (35,0 mi²) corresponden a tierra firme y 1,6 km² (0,6 mi²) (1.74%) es agua.

## Demografía
En el 2000 la renta per cápita promedia del hogar era de $42.717, y el ingreso promedio para una familia era de $46.806. El ingreso per cápita para la localidad era de $15.986. En 2000 los hombres tenían un ingreso per cápita de $31.549 contra $26.188 para las mujeres. Alrededor del 9.50% de la población estaba bajo el umbral de pobreza nacional.